# An Evening With Herbie Hancock And Chick Corea in Concert
An Evening With Herbie Hancock & Chick Corea: In Concert est un album live en duo de Herbie Hancock et Chick Corea enregistré sur plusieurs concerts de février 1978 et sorti la même année.
On y entend les deux musiciens au piano acoustique dans un style jazz relativement traditionnel (deux standards, Liza est joué dans un style proche du stride), alors qu'à l'époque ils jouaient du jazz fusion et utilisaient plutôt des claviers électriques.

## Titres
| No | Titre                                         | Musique                                 | Durée |
| -- | --------------------------------------------- | --------------------------------------- | ----- |
| 1. | Someday My Prince Will Come                   | Frank Churchill, Larry Morey            | 12:39 |
| 2. | Liza (All the Clouds'll Roll Away)            | George Gershwin, Ira Gershwin, Gus Kahn | 9:00  |
| 3. | Button Up                                     | Corea, Hancock                          | 17:37 |
| 4. | Introduction of Herbie Hancock by Chick Corea | Corea                                   | 0:41  |
| 5. | February Moment                               | Hancock                                 | 15:47 |
| 6. | Maiden Voyage                                 | Hancock                                 | 13:31 |
| 7. | La Fiesta                                     | Corea                                   | 22:02 |

## Musiciens
- Herbie Hancock – Piano
- Chick Corea – Piano